# Ducati 999 Monster
La 999 Monster S4Rs est une moto construite par Ducati.
Apparue en 2006, la Monster 999 s'appelle S4Rs. Elle est équipée du moteur de la Superbike 999, le Testastretta. Son esthétique reste dans les standards de la série SR : deux échappements superposés découvrant un monobras oscillant. L'ensemble des suspensions est confié à Öhlins.
Dès octobre 2006, la Monster S4R disparaît et laisse sa place à la S4R Testastretta. Elle hérite du moteur qui équipait jusque-là la 999 et la petite sœur Monster S4Rs. La puissance grimpe à 130 chevaux, mais le prix reste identique à celui de l'ancienne S4R. L'économie est réalisée sur toutes les pièces périphériques. La fibre de carbone est remplacée par du plastique noir. La fourche et l'amortisseur sont estampillés Showa et Sachs en lieu et place des éléments Öhlins.